# Nirvana (Zoot Sims Bucky Pizzarelli Buddy Rich)
Nirvana (che fu pubblicato anche dalla Pilz Records con il titolo di Send in the Clowns) è un album di Zoot Sims con il chitarrista Bucky Pizzarelli ed il batterista Buddy Rich, pubblicato dalla Groove Merchant Records nel 1974. Il disco fu registrato il 22 aprile 1974 a New York City, New York (Stati Uniti).

## Tracce
Lato A
1. Summerset – 4:12 (Torrie Zito)
2. Honeysuckle Rose – 3:57 (Fats Waller, Andy Razaf)
3. A Summer Thing – 3:19 (Torrie Zito)
4. Somebody Loves Me – 3:35 (George Gershwin, Buddy G. De Sylva)
5. Gee Baby Ain't I Good to You – 2:56 (Don Redman)
6. Nirvana – 4:15 (Zoot Sims)

Lato B
1. Indiana – 4:03 (Hanly, MacDonald)
2. Memories of You – 4:05 (Eubie Blake, Andy Razaf)
3. Come Rain or Come Shine – 4:37 (Harold Arlen, Johnny Mercer)
4. Up a Lazy River – 3:22 (Hoagy Carmichael, Sid Arodin)
5. Send in the Clowns – 2:29 (Steven Sondheim)

## Musicisti
- Zoot Sims - sassofono tenore
- Zoot Sims - voce nel primo coro (brano: Gee Baby, Ain't I Good to You)
- Bucky Pizzarelli - chitarra
- Milt Hinton - contrabbasso (brani: A1, A2, A3, A4, A5 e A6)
- Buddy Rich - batteria (brani: A1, A2, A3, A4, A5 e A6, tranne nel brano: Gee Baby, Ain't I Good to You)
- Buddy Rich - voce nel secondo coro (brano: Gee Baby, Ain't I Good to You)
- Stan Kay - batteria (solo nel brano: Gee Baby, Ain't I Good to You)[5]